# Metapone johni
Metapone johni är en myrart som beskrevs av Vladimir Aphanasjevich Karavaiev 1933. Metapone johni ingår i släktet Metapone och familjen myror. Inga underarter finns listade i Catalogue of Life.